# A Tottenham Hotspur FC 2016–2017-es szezonja
Ez a szócikk az Tottenham Hotspur FC 2016–2017-es szezonjáról szól. A szezon 2016. augusztus 13-án kezdődött, és 2017. május 21-én ért véget.

## Szezon előtti mérkőzések
Győzelem
      Döntetlen
      Vereség
| 2016. július 26. |

| Juventus FC                       | 2 – 1       | Tottenham Hotspur FC |
| --------------------------------- | ----------- | -------------------- |
| Dybala (1–0) 6' Benatija(2–0) 14' | Jegyzőkönyv | Lamela (2–1) 67'     |

| Melbourne-i Krikett Stadion, Ausztrália, Melbourne Nézőszám: 31 447 Játékvezető: Ben Williams (Ausztrál) |

| 2016. július 29. |

| Tottenham Hotspur FC | 0 – 1       | Atlético Madrid |
| -------------------- | ----------- | --------------- |
|                      | Jegyzőkönyv | Godín (0–1) 40' |

| Melbourne-i Krikett Stadion, Ausztrália, Melbourne Nézőszám: 42 107 Játékvezető: Chris Beath (Ausztrál) |

## Premier League
| 2016. augusztus 13. 15:00 1. forduló |

| Everton    | 1 – 1       | Tottenham Hotspur |
| ---------- | ----------- | ----------------- |
| Barkley 5' | Jegyzőkönyv | Lamela 59'        |

| Goodison Park, Liverpool Nézőszám: 34 494 Játékvezető: Martin Atkinson (angol) |

| 2016. augusztus 20. 15:00 2. forduló |

| Tottenham Hotspur                                                              | 1 – 0       | Crystal Palace                                                              |
| ------------------------------------------------------------------------------ | ----------- | --------------------------------------------------------------------------- |
| Wanyama 83' Walker K. 60' (lerántás) Vertonghen (buktatás) Dier 77' (buktatás) | Jegyzőkönyv | Zaha 26' (buktatás) Dann S. 66' (lerántás) Townsend 88' (sportszerűtlenség) |

| White Hart Lane, London Nézőszám: 31 447 Játékvezető: Michael Oliver (angol) |

| 2016. augusztus 27. 12:30 3. forduló |

| Tottenham Hotspur                                                          | 1 – 1       | Liverpool             |
| -------------------------------------------------------------------------- | ----------- | --------------------- |
| Rosé D. 72', 29' Vertonghen 51' (durvaság) Alli D. 77' (sportszerűtlenség) | Jegyzőkönyv | Milner 43' (11-esből) |

| White Hart Lane, London Nézőszám: 31 211 Játékvezető: Robert Madley (angol) |

| 2016. szeptember 10. 15:00 4. forduló |

| Stoke City | 0 – 4       | Tottenham Hotspur                    |
| ---------- | ----------- | ------------------------------------ |
|            | Jegyzőkönyv | Szon 41' 56' Alli 59' Harry Kane 70' |

| bet365 Stadion, Stoke-on-Trent Nézőszám: 27 385 Játékvezető: Anthony Taylor (angol) |

| 2016. szeptember 18. 16:00 5. forduló |

| Tottenham Hotspur | 1 – 0       | Sunderland |
| ----------------- | ----------- | ---------- |
| Harry Kane 59'    | Jegyzőkönyv |            |

| White Hart Lane, London Nézőszám: 31 251 Játékvezető: Mike Dean (angol) |

| 2016. szeptember 24. 15:00 6. forduló |

| Middlesbrough  | 1 – 2       | Tottenham Hotspur |
| -------------- | ----------- | ----------------- |
| Ben Gibson 59' | Jegyzőkönyv | Szon 7' 23'       |

| Riverside Stadion, Middlesbrough Nézőszám: 32 703 Játékvezető: Graham Scott (angol) |

| 2016. október 2. 14:15 7. forduló |

| Tottenham Hotspur   | 2 – 0       | Manchester City |
| ------------------- | ----------- | --------------- |
| Kolarov 9' Alli 37' | Jegyzőkönyv |                 |

| White Hart Lane, London Nézőszám: 31 793 Játékvezető: Andre Marriner (angol) |

| 2016. október 15. 15:00 8. forduló |

| West Bromwich Albion | 1 – 1       | Tottenham Hotspur |
| -------------------- | ----------- | ----------------- |
| Chadli 82'           | Jegyzőkönyv | Alli 89'          |

| The Hawthorns, West Bromwich Nézőszám: 24 263 Játékvezető: Kevin Friend (angol) |

| 2016. október 22. 12:30 9. forduló |

| Bournemouth | 0 – 0       | Tottenham Hotspur |
| ----------- | ----------- | ----------------- |
|             | Jegyzőkönyv |                   |

| Dean Court, Bournemouth Nézőszám: 11 201 Játékvezető: Craig Pawson (angol) |

| 2016. október 29. 15:00 10. forduló |

| Tottenham Hotspur      | 1 – 1       | Leicester City |
| ---------------------- | ----------- | -------------- |
| Janssen 44' (11-esből) | Jegyzőkönyv | Musa 48'       |

| White Hart Lane, London Nézőszám: 31 868 Játékvezető: Bobby Madley (angol) |

| 2016. november 6. 12:00 11. forduló |

| Arsenal    | 1 – 1       | Tottenham Hotspur   |
| ---------- | ----------- | ------------------- |
| Wimmer 42' | Jegyzőkönyv | Kane 51' (11-esből) |

| Emirates Stadion, Holloway, London Nézőszám: 60 039 Játékvezető: Mark Clattenburg (angol) |

| 2016. november 19. 17:30 12. forduló |

| Tottenham Hotspur                                    | 3 – 2       | West Ham United                    |
| ---------------------------------------------------- | ----------- | ---------------------------------- |
| Winks 51' Harry Kane 89' Harry Kane 90+2' (11-esből) | Jegyzőkönyv | Antonio 24' Lanzini 68' (11-esből) |

| White Hart Lane, London Nézőszám: 31,212 Játékvezető: Mike Dean (angol) |

| 2016. november 26. 17:30 13. forduló |

| Chelsea             | 3 – 2       | Tottenham Hotspur |
| ------------------- | ----------- | ----------------- |
| Pedro 45' Moses 51' | Jegyzőkönyv | Eriksen 11'       |

| Stamford Bridge, Fulha, London Nézőszám: 41 513 Játékvezető: Michael Oliver (angol) |

| 2016. december 3. 15:00 14. forduló |

| Tottenham Hotspur                                          | 5 – 0       | Swansea City |
| ---------------------------------------------------------- | ----------- | ------------ |
| Harry Kane 39' (11-esből) 49' Szon 45+1' Eriksen 70' 90+2' | Jegyzőkönyv |              |

| White Hart Lane, London Nézőszám: 31 663 Játékvezető: Jonathan Moss (angol) |

| 2016. december 11. 14:15 15. forduló |

| Manchester United | 1 – 0       | Tottenham Hotspur |
| ----------------- | ----------- | ----------------- |
| Mhitarján 29'     | Jegyzőkönyv |                   |

| Old Trafford, Manchester Nézőszám: 75 271 Játékvezető: Bobby Madley (angol) |

| 2016. december 14. 20:00 16. forduló |

| Tottenham Hotspur           | 3 – 0       | Hull City |
| --------------------------- | ----------- | --------- |
| Eriksen 14' 63' Wanyama 73' | Jegyzőkönyv |           |

| White Hart Lane, London Nézőszám: 31,347 Játékvezető: Andre Marriner (angol) |

| 2016. december 18. 16:00 17. forduló |

| Tottenham Hotspur | 2 – 1       | Burnley    |
| ----------------- | ----------- | ---------- |
| Alli 27' Rose 71' | Jegyzőkönyv | Barnes 21' |

| White Hart Lane, London Nézőszám: 31,467 Játékvezető: Kevin Friend (angol) |

| 2016. december 28. 19:45 18. forduló |

| Southampton | 1 – 4       | Tottenham Hotspur                    |
| ----------- | ----------- | ------------------------------------ |
| van Dijk 2' | Jegyzőkönyv | Alli 19' 87' Harry Kane 52' Szon 85' |

| St. Mary’s Stadium, Southampton Nézőszám: 31 853 Játékvezető: Mike Dean (angol) |

| 2017. január 1. 13:30 19. forduló |

| Watford      | 1 – 4       | Tottenham Hotspur               |
| ------------ | ----------- | ------------------------------- |
| Kaboul 90+1' | Jegyzőkönyv | Harry Kane 27' 33' Alli 41' 46' |

| Vicarage Road, Watford Nézőszám: 20,882 Játékvezető: Michael Oliver (angol) |

| 2017. január 4. 20:00 20. forduló |

| Tottenham Hotspur | 2 – 0       | Chelsea |
| ----------------- | ----------- | ------- |
| Alli 45+1' 54'    | Jegyzőkönyv |         |

| White Hart Lane, London Nézőszám: 31 491 Játékvezető: Martin Atkinson (angol) |

| 2017. január 14. 12:30 21. forduló |

| Tottenham Hotspur            | 4 – 0       | West Bromwich Albion |
| ---------------------------- | ----------- | -------------------- |
| Kane 12' 77' 82' McAuley 26' | Jegyzőkönyv |                      |

| White Hart Lane, London Nézőszám: 31 613 Játékvezető: Anthony Taylor (angol) |

| 2017. január 21. 17:30 22. forduló |

| Manchester City        | 2 – 2       | West Bromwich Albion |
| ---------------------- | ----------- | -------------------- |
| Sané 49' De Bruyne 54' | Jegyzőkönyv | Alli 58' Szon 77'    |

| Etihad Stadion, Manchester Nézőszám: 54 402 Játékvezető: Andre Marriner (angol) |

| 2017. február 4. 17:30 24. forduló |

| Sunderland A | 0 – 0       | Tottenham Hotspur |
| ------------ | ----------- | ----------------- |
|              | Jegyzőkönyv |                   |

| Stadium of Light, Sunderland Nézőszám: 40 058 Játékvezető: Lee Mason (angol) |

| 2017. február 4. 17:30 24. forduló |

| Tottenham Hotspur   | 1 – 0       | Middlesbrough |
| ------------------- | ----------- | ------------- |
| Kane 58' (11-esből) | Jegyzőkönyv |               |

| White Hart Lane, London Nézőszám: 31 949 Játékvezető: Mark Clattenburg (angol) |

| Tottenham Hotspur | Middlesbrough |

| K                   | 1  | Hugo Lloris            |       |  |
| V                   | 2  | Kyle Walker            |       |  |
| KP                  | 15 | Eric Dier              |       |  |
| V                   | 4  | Toby Alderweireld      |       |  |
| V                   | 33 | Ben Davies             |       |  |
| KP                  | 19 | Mousa Dembélé          |       |  |
| KP                  | 12 | Victor Wanyama         |       |  |
| KP                  | 23 | Christian Eriksen      |       |  |
| KP                  | 20 | Dele Alli              | 88'   |  |
| CS                  | 7  | Szon Hungmin           | 81'   |  |
| CS                  | 9  | Harry Kane             | 90+3' |  |
| Cserék:             |    |                        |       |  |
| GK                  | 13 | Michel Vorm            |       |  |
| V                   | 27 | Kevin Wimmer           |       |  |
| KP                  | 17 | Moussa Sissoko         | 81'   |  |
| KP                  | 25 | Josh Onomah            |       |  |
| KP                  | 29 | Harry Winks 88'        |       |  |
| V                   | 38 | Cameron Carter-Vickers |       |  |
| CS                  | 9  | Vincent Janssen 90+3'  |       |  |
| Vezetőedző:         |    |                        |       |  |
| Mauricio Pochettino |    |                        |       |  |

| K             | 26 | Víctor Valdés        |     |  |
| V             | 25 | Calum Chambers       |     |  |
| V             | 5  | Bernardo Espinosa    |     |  |
| V             | 6  | Ben Gibson           |     |  |
| V             | 2  | Fábio                |     |  |
| KP            | 14 | Marten de Roon       | 38' |  |
| KP            | 8  | Adam Clayton         |     |  |
| KP            | 34 | Adam Forshaw         | 62' |  |
| CS            | 37 | Adama Traoré         | 79' |  |
| CS            | 10 | Álvaro Negredo       |     |  |
| KP            | 19 | Stewart Downing      | 62' |  |
| Cserék:       |    |                      |     |  |
| GK            | 12 | Brad Guzan           |     |  |
| DF            | 4  | Ayala                |     |  |
| KP            | 7  | Grant Leadbitter     |     |  |
| CS            | 18 | Christian Stuani 62' |     |  |
| CS            | 20 | Patrick Bamford      | 79' |  |
| KP            | 18 | Adlène Guedioura     | 62' |  |
| CS            | 29 | Rudy Gestede         |     |  |
| Vezetőedző:   |    |                      |     |  |
| Aitor Karanka |    |                      |     |  |

| 2017. február 11. 18:30 25. forduló |

| Liverpool    | 2 – 0       | Tottenham Hotspur |
| ------------ | ----------- | ----------------- |
| Mané 16' 18' | Jegyzőkönyv |                   |

| Anfield Stadion, Liverpool Nézőszám: 53,159 |

| Liverpool | Tottenham Hotspur |

| K            | 1  | Simon Mignolet               |                |     |
| V            | 2  | Nathaniel Clyne              |                |     |
| V            | 32 | Joël Matip                   | 56'            |     |
| KP           | 21 | Lucas Leiva                  | 81'            |     |
| KP           | 7  | James Milner                 | 68'            |     |
| KP           | 20 | Adam Lallana                 |                |     |
| KP           | 14 | Jordan Henderson             | Csapatkapitány | 55' |
| KP           | 5  | Georginio Wijnaldum          |                |     |
| CS           | 19 | Sadio Mané                   | 90+2'          |     |
| CS           | 11 | Roberto Firmino              |                |     |
| CS           | 10 | Philippe Coutinho            | 77'            |     |
| Cserék:      |    |                              |                |     |
| GK           | 1  | Loris Karius                 |                |     |
| CS           | 15 | Daniel Sturridge             |                |     |
| V            | 17 | Ragnar Klavan                | 81'            |     |
| V            | 18 | Alberto Moreno               |                |     |
| KP           | 23 | Emre Can 77'                 |                |     |
| CS           | 27 | Divock Origi                 |                |     |
| V            | 9  | Trent Alexander-Arnold 90+2' |                |     |
| Vezetőedző:  |    |                              |                |     |
| Jürgen Klopp |    |                              |                |     |

| K                   | 1  | Hugo Lloris            |         |         |
| V                   | 2  | Kyle Walker            |         |         |
| KP                  | 15 | Eric Dier              | 78'     |         |
| V                   | 4  | Toby Alderweireld      | 83'     |         |
| V                   | 33 | Ben Davies             |         |         |
| KP                  | 19 | Mousa Dembélé          | 77'     |         |
| KP                  | 12 | Victor Wanyama         |         |         |
| KP                  | 23 | Christian Eriksen      | 68'     |         |
| KP                  | 20 | Dele Alli              |         |         |
| CS                  | 7  | Szon Hungmin           | 28' 82' |         |
| CS                  | 10 | Harry Kane             | 67'     |         |
| Cserék:             |    |                        |         |         |
| GK                  | 13 | Michel Vorm            |         |         |
| CS                  | 9  | Vincent Janssen 82'    |         |         |
| CS                  | 14 | Georges-Kévin N'Koudou |         |         |
| V                   | 16 | Kieran Trippier        |         |         |
| KP                  | 17 | Moussa Sissoko 77'     |         |         |
| V                   | 27 | Kevin Wimmer           |         |         |
| KP                  | 29 | Harry Winks            |         | 68' 71' |
| Vezetőedző:         |    |                        |         |         |
| Mauricio Pochettino |    |                        |         |         |

| 2017. február 26. 18:30 26. forduló |

| Tottenham Hotspur              | 4 – 0       | Stoke City |
| ------------------------------ | ----------- | ---------- |
| H. Kane 14' 32' 37' Alli 45+1' | Jegyzőkönyv |            |

| White Hart Lane, London Nézőszám: 31,864 Játékvezető: Moss J. (angol) |

| Tottenham Hotspur | Stoke City |

| K                   | 1  | Hugo Lloris            |     |         |
| V                   | 2  | Kyle Walker            |     |         |
| KP                  | 15 | Eric Dier              |     |         |
| V                   | 4  | Toby Alderweireld      | 49' |         |
| KP                  | 5  | Jan Vertonghen         | 66' |         |
| V                   | 33 | Ben Davies             |     |         |
| KP                  | 19 | Mousa Dembélé          |     |         |
| KP                  | 12 | Victor Wanyama         | 90' |         |
| KP                  | 23 | Christian Eriksen      |     |         |
| KP                  | 20 | Dele Alli              |     |         |
| CS                  | 10 | Harry Kane             | 86' |         |
| Cserék:             |    |                        |     |         |
| GK                  | 13 | Michel Vorm            |     |         |
| CS                  | 7  | Szon Hungmin           | 86' |         |
| CS                  | 9  | Vincent Janssen        |     |         |
| CS                  | 14 | Georges-Kévin N'Koudou |     |         |
| V                   | 16 | Kieran Trippier        |     |         |
| KP                  | 17 | Moussa Sissoko         |     |         |
| V                   | 27 | Kevin Wimmer           |     | 49' 67' |
| KP                  | 29 | Harry Winks            |     | 66'     |
| Vezetőedző:         |    |                        |     |         |
| Mauricio Pochettino |    |                        |     |         |

| K           | 33 | Lee Grant           |                |     |
| V           | 3  | Erik Pieters        |                |     |
| V           | 15 | Bruno Martins Indi  |                |     |
| V           | 17 | Ryan Shawcross      | Csapatkapitány |     |
| KP          | 6  | Glenn Whelan        | 20' 83'        |     |
| KP          | 16 | Charlie Adam        | 25' 60'        |     |
| KP          | 32 | Ramadán Szobhi      |                |     |
| KP          | 4  | Joe Allen           |                |     |
| KP          | 10 | Marko Arnautović    | 39'            |     |
| CS          | 25 | Peter Crouch        | 60'            |     |
| Cserék:     |    |                     |                |     |
| GK          | 24 | Shay Given          |                |     |
| V           | 5  | Marc Muniesa        |                |     |
| CS          | 9  | Saido Berahino 60'  |                |     |
| KP          | 14 | Ibrahim Afellay 60' |                |     |
| CS          | 18 | Mame Biram Diouf    |                |     |
| V           | 20 | Geoff Cameron       |                | 82' |
| KP          | 21 | Giannelli Imbula    |                |     |
| Vezetőedző: |    |                     |                |     |
| Mark Hughes |    |                     |                |     |

| 2017. március 5. 13:30 27. forduló |

| Tottenham Hotspur       | 3–2             | Everton                   |
| ----------------------- | --------------- | ------------------------- |
| Kane 20' 56' Alli 90+2' | BBC Jegyzőkönyv | Lukaku 81' Valencia 90+3' |

| White Hart Lane, Tottenham, London Nézőszám: 31,962 Játékvezető: Michael Oliver |

| 2017. március 19. 14:15 28. forduló |

| Tottenham Hotspur               | 2–1             | Southampton     |
| ------------------------------- | --------------- | --------------- |
| Eriksen 14' Alli 33' (11-esből) | BBC Jegyzőkönyv | Ward-Prowse 52' |

| White Hart Lane, Tottenham, London Nézőszám: 31,697 Játékvezető: Andre Marriner |

| 2017. április 1. 15:00 29. forduló |

| Burnley | 0–2             | Tottenham Hotspur |
| ------- | --------------- | ----------------- |
|         | BBC Jegyzőkönyv | Dier 66' Szon 77' |

| Turf Moor, Burnley Nézőszám: 21,684 Játékvezető: Stuart Attwell |

| 2017. április 5. 19:45 30. forduló |

| Swansea City  | 1–3             | Tottenham Hotspur                |
| ------------- | --------------- | -------------------------------- |
| Routledge 11' | BBC Jegyzőkönyv | Alli 88' Son 90+1' Eriksen 90+4' |

| Liberty Stadium, Swansea Nézőszám: 20,855 Játékvezető: Jonathan Moss |

| 2017. április 8. 12:30 31. forduló |

| Tottenham Hotspur             | 4–0             | Watford |
| ----------------------------- | --------------- | ------- |
| Alli 33' Dier 39' Son 44' 54' | BBC Jegyzőkönyv |         |

| White Hart Lane, Tottenham, London Nézőszám: 31,706 Játékvezető: Anthony Taylor |

| 2017. április 15. 12:30 32. forduló |

| Tottenham Hotspur                             | 4–0 | Bournemouth   |
| --------------------------------------------- | --- | ------------- |
| M. Dembélé 16' Son 19' Kane 48' Janssen 90+2' |     | R. Fraser 70' |

| White Hart Lane, Tottenham, London Nézőszám: 31,943 Játékvezető: Michael Oliver |

| 2017. április 26. 20:00 33. forduló |

| Crystal Palace | 0–1             | Tottenham Hotspur |
| -------------- | --------------- | ----------------- |
|                | BBC Jegyzőkönyv | Eriksen 78'       |

| Selhurst Park, South Norwood, London Nézőszám: 25,596 Játékvezető: Jonathan Moss |

| 2017. április 30. 16:30 34. forduló |

| Tottenham Hotspur            | 2–0         | Arsenal |
| ---------------------------- | ----------- | ------- |
| Alli 55' Kane 58' (11-esből) | Jegyzőkönyv |         |

| White Hart Lane, Tottenham, London Nézőszám: 31,811 Játékvezető: Michael Oliver |

| 2017. május 5. 20:00 35. forduló |

| West Ham United | 1–0         | Tottenham Hotspur |
| --------------- | ----------- | ----------------- |
| Lanzini 65'     | Jegyzőkönyv |                   |

| Olimpiai Stadion, Stratford, London Nézőszám: 56,992 Játékvezető: Michael Oliver |

| 2017. május 14. 16:30 36. forduló |

| Tottenham Hotspur   | 2–1         | Manchester United |
| ------------------- | ----------- | ----------------- |
| Wanyama 6' Kane 49' | Jegyzőkönyv | Rooney 71'        |

| White Hart Lane, Tottenham, London Nézőszám: 31,848 Játékvezető: Jonathan Moss |

| 2017. május 14. 19:45 37. forduló |

| Leicester City                                   | 1–6         | Tottenham Hotspur                                  |
| ------------------------------------------------ | ----------- | -------------------------------------------------- |
| Chilwell 56' Albrighton 65' Gray 75' Simpson 80' | Jegyzőkönyv | Kane 25' 63' 88' 90+2' Hungmin 36' 70' Sissoko 65' |

| King Power Stadion, Leicester Nézőszám: 31,351 Játékvezető: Michael Oliver |

| 2017. május 21. 15:00 38. forduló |

| Hull City      | 1–7         | Tottenham Hotspur |
| -------------- | ----------- | ----------------- |
| Andre Marriner | Jegyzőkönyv | Clucas 66'        |

| KCOM stadion, Kingston upon Hull Nézőszám: 23,804 Játékvezető: Kane 11' 13' 72' Alli 45+2' Wanyama 69' Davies 84' Alderweireld 87' |

## FA Kupa
| 2017. január 8. 16:00 3. forduló |

| Tottenham Hotspur | 2 – 0       | Aston Villa |
| ----------------- | ----------- | ----------- |
| Davies 71' Szon   | Jegyzőkönyv |             |

| White Hart Lane, London Nézőszám: 31 182 Játékvezető: Mike Dean (angol) |

| 2017. január 28. 15:00 4. forduló |

| Tottenham Hotspur                       | 4 – 3       | Wycombe Wanderers (League Two)        |
| --------------------------------------- | ----------- | ------------------------------------- |
| Szon 60' 90+7' Janssen 64' (1) Alli 89' | Jegyzőkönyv | Hayes 23' 36' (11-esből) Thompson 83' |

| White Hart Lane, London Nézőszám: 31 440 Játékvezető: Roger East (angol) |

| 2017. február 19. 14:00 5. forduló |

| Fulham | 0 – 0 | Tottenham Hotspur |
| ------ | ----- | ----------------- |
|        |       |                   |

| Craven Cottage, London, Fulham |

## EFL Kupa
| 2016. szeptember 21. 20:00 3. forduló |

| Tottenham Hotspur                                            | 5 – 0       | Gillingham |
| ------------------------------------------------------------ | ----------- | ---------- |
| Eriksen 31' 48' Janssen 51' (11-esből) Onomah 65' Lamela 68' | Jegyzőkönyv |            |

| White Hart Lane, London Nézőszám: 26 244 Játékvezető: David Coote (angol) |

| 2016. október 25. 19:45 4. forduló |

| Liverpool        | 2 – 1       | Tottenham Hotspur      |
| ---------------- | ----------- | ---------------------- |
| Sturridge 9' 64' | Jegyzőkönyv | Janssen 76' (11-esből) |

| Anfield Stadion, Liverpool Nézőszám: 53 051 Játékvezető: Jonathan Moss (angol) |

## Bajnokok Ligája

### E csoport
| Hely. | Csapat               | M | Gy | D | V | G+ | G– | Gk | P  | Továbbjutás                             |
| ----- | -------------------- | - | -- | - | - | -- | -- | -- | -- | --------------------------------------- |
| 1.    | AS Monaco (T)        | 6 | 3  | 2 | 1 | 9  | 7  | +2 | 11 | Továbbjut az egyenes kieséses szakaszba |
| 2.    | Bayer Leverkusen (T) | 6 | 2  | 4 | 0 | 8  | 4  | +4 | 10 | Továbbjut az egyenes kieséses szakaszba |
| 3.    | Tottenham Hotspur    | 6 | 2  | 1 | 3 | 6  | 6  | 0  | 7  | Átkerül az Európa-ligába                |
| 4.    | CSZKA Moszkva        | 5 | 0  | 3 | 2 | 4  | 8  | −4 | 3  |                                         |

| 2016. szeptember 14. 20:45 |

| Tottenham Hotspur | 1–2               | AS Monaco           |
| ----------------- | ----------------- | ------------------- |
| Alderweireld 45'  | (1–2) Jegyzőkönyv | Silva 15' Lemar 31' |

| White Hart Lane, London Játékvezető: Gianluca Rocchi (olasz) |

| 2016. szeptember 27. 20:45 |

| CSZKA Moszkva | 0–1               | Tottenham Hotspur |
| ------------- | ----------------- | ----------------- |
|               | (0–0) Jegyzőkönyv | Szon 71'          |

| Grigorij Fedotov Stadion, Moszkva Játékvezető: Antonio Mateu Lahoz (spanyol) |

| 2016. október 18. 20:45 |

| Bayer Leverkusen | 0–0         | Tottenham Hotspur |
| ---------------- | ----------- | ----------------- |
|                  | Jegyzőkönyv |                   |

| BayArena, Leverkusen Játékvezető: Cüneyt Çakır (török) |

| 2016. november 2. 20:45 |

| Tottenham Hotspur | 0–1               | Bayer Leverkusen |
| ----------------- | ----------------- | ---------------- |
|                   | (0–0) Jegyzőkönyv | Kampl 65'        |

| White Hart Lane, London Játékvezető: Jonas Eriksson (svéd) |

| 2016. november 22. 20:45 |

| AS Monaco            | 2–1               | Tottenham Hotspur   |
| -------------------- | ----------------- | ------------------- |
| Sidibé 48' Lemar 53' | (1–0) Jegyzőkönyv | Kane 52' (11-esből) |

| II. Lajos Stadion, Monaco Játékvezető: Björn Kuipers (holland) |

| 2016. december 7. 20:45 |

| Tottenham Hotspur                         | 3–1               | CSZKA Moszkva |
| ----------------------------------------- | ----------------- | ------------- |
| Alli 38' Kane 45+2' Akinfejev 77' (öngól) | (2–1) Jegyzőkönyv | Dzagojev 33'  |

| White Hart Lane, London Játékvezető: Nicola Rizzoli (olasz) |

## Európa-liga

### Egyenes kieséses szakasz
| 2017. február 16. 19:00 |

| KAA Gent   | 1 – 0               | Tottenham Hotspur |
| ---------- | ------------------- | ----------------- |
| Perbet 59' | (0 – 0) Jegyzőkönyv |                   |

| Jules Ottenstadion, Gent Játékvezető: Benoit Bastien |

| 2017. február 23. 21:05 |

| Tottenham Hotspur | – | KAA Gent |
| ----------------- | - | -------- |
|                   |   |          |

| White Hart Lane, Tottenham |

## Jelenlegi keret
2017. január 17-én frissítve.
| 1             | Hugo Lloris (C)        | FRA       | K  | 1986. december 26. (38 éves)   |
| 13            | Michel Vorm            | NED       | K  | 1983. október 20. (41 éves)    |
| 30            | Pau López              | ESP       | GK | 1994. december 13. (30 éves)   |
| Védők         |                        |           |    |                                |
| 4             | Toby Alderweireld      | Belgium   | V  | 1989. március 2. (36 éves)     |
| 5             | Jan Vertonghen (1. HC) | Belgium   | V  | 1987. április 24. (37 éves)    |
| 27            | Kevin Wimmer           | Ausztria  | V  | 1992. november 15. (32 éves)   |
| 38            | Cameron Carter-Vickers | USA       | V  | 1997. december 31. (27 éves)   |
| 2             | Kyle Walker            | ENG       | V  | 1990. május 28. (34 éves)      |
| 3             | Danny Rose             | ENG       | V  | 1990. július 2. (34 éves)      |
| 16            | Kieran Trippier        | ENG       | V  | 1990. szeptember 19. (34 éves) |
| 33            | Ben Davies             | WAL       | V  | 1993. április 24. (31 éves)    |
| Középpályások |                        |           |    |                                |
| 12            | Victor Wanyama         | Kenya     | KP | 1991. június 25. (33 éves)     |
| 15            | Eric Dier              | ENG       | KP | 1994. január 15. (31 éves)     |
| 17            | Moussa Sissoko         | FRA       | KP | 1989. augusztus 16. (35 éves)  |
| 19            | Mousa Dembélé          | Belgium   | KP | 1987. július 16. (37 éves)     |
| 29            | Harry Winks            | ENG       | KP | 1996. február 2. (29 éves)     |
| 20            | Dele Alli              | ENG       | KP | 1996. április 11. (28 éves)    |
| 23            | Christian Eriksen      | DEN       | KP | 1992. február 14. (33 éves)    |
| 25            | Josh Onomah            | ENG       | KP | 1997. április 27. (27 éves)    |
| Csatárok      |                        |           |    |                                |
| 7             | Szon Hungmin           | Korea     | CS | 1992. július 8. (32 éves)      |
| 11            | Erik Lamela            | Argentína | CS | 1992. március 4. (33 éves)     |
| 14            | Georges-Kévin N'Koudou | FRA       | CS | 1995. február 13. (30 éves)    |
| 9             | Vincent Janssen        | NED       | CS | 1994. június 15. (30 éves)     |
| 10            | Harry Kane (2. HC)     | ENG       | CS | 1993. július 28. (31 éves)     |

## Játékos-statisztika
2017. február 4-i állapot szerint
| rang.    | poz.     | mezszám  | játékos           | Premier League | FA-kupa | League kupa | BL | Összesen |
| -------- | -------- | -------- | ----------------- | -------------- | ------- | ----------- | -- | -------- |
| 1        | FW       | 10       | Harry Kane        | 14             | 0       | 0           | 2  | 16       |
| 2        | MF       | 20       | Dele Alli         | 11             | 1       | 0           | 1  | 13       |
| 3        | MF       | 7        | Szon Hungmin      | 7              | 3       | 0           | 1  | 11       |
| 4        | MF       | 23       | Christian Eriksen | 5              | 0       | 2           | 0  | 7        |
| 5        | FW       | 9        | Vincent Janssen   | 1              | 1       | 2           | 0  | 4        |
| 6        | DF       | 3        | Danny Rose        | 2              | 0       | 0           | 0  | 2        |
| 6        | MF       | 11       | Erik Lamela       | 1              | 0       | 1           | 0  | 2        |
| 6        | MF       | 12       | Victor Wanyama    | 2              | 0       | 0           | 0  | 2        |
| 9        | DF       | 4        | Toby Alderweireld | 0              | 0       | 0           | 1  | 1        |
| 9        | MF       | 25       | Josh Onomah       | 0              | 0       | 1           | 0  | 1        |
| 9        | MF       | 29       | Harry Winks       | 1              | 0       | 0           | 0  | 1        |
| 9        | DF       | 33       | Ben Davies        | 0              | 1       | 0           | 0  | 1        |
| Összesen | Összesen | Összesen | Összesen          | 45             | 6       | 6           | 5  | 62       |

## Tabella
| #   | Csapat               | M  | GY | D  | V  | G+ – G– | GK  | P  | Megjegyzések       |
| --- | -------------------- | -- | -- | -- | -- | ------- | --- | -- | ------------------ |
| 1.  | Chelsea (B)          | 38 | 30 | 3  | 5  | 85–33   | +52 | 93 | BL–csoportkör      |
| 2.  | Tottenham Hotspur    | 38 | 26 | 8  | 4  | 86–26   | +60 | 86 | BL–csoportkör      |
| 3.  | Manchester City      | 38 | 23 | 9  | 6  | 80–39   | +41 | 78 | BL–csoportkör      |
| 4.  | Liverpool            | 38 | 22 | 10 | 6  | 78–42   | +36 | 76 | BL–rájátszás       |
| 5.  | Arsenal (KGY)        | 38 | 23 | 6  | 9  | 77–44   | +33 | 75 | EL–csoportkör      |
| 6.  | Manchester United    | 38 | 18 | 15 | 5  | 54–29   | +25 | 69 | EL–rájátszás       |
| 7.  | Everton              | 38 | 17 | 10 | 11 | 62–44   | +18 | 61 | EL–3. selejtezőkör |
| 8.  | Southampton          | 38 | 12 | 10 | 16 | 41–48   | −7  | 46 |                    |
| 9.  | Bournemouth          | 38 | 12 | 10 | 16 | 55–67   | −12 | 46 |                    |
| 10. | West Bromwich Albion | 38 | 12 | 9  | 17 | 43–51   | −8  | 45 |                    |
| 11. | West Ham United      | 38 | 12 | 9  | 17 | 47–64   | −17 | 45 |                    |
| 12. | Leicester City CV    | 38 | 12 | 8  | 18 | 48–63   | −15 | 44 |                    |
| 13. | Stoke City           | 38 | 11 | 11 | 16 | 41–56   | −15 | 44 |                    |
| 14. | Crystal Palace       | 38 | 12 | 5  | 21 | 50–63   | −13 | 41 |                    |
| 15. | Swansea City         | 38 | 12 | 5  | 21 | 45–70   | −25 | 41 |                    |
| 16. | Burnley Ú            | 38 | 11 | 7  | 20 | 39–55   | −16 | 40 |                    |
| 17. | Watford              | 38 | 11 | 7  | 20 | 40–68   | −28 | 40 |                    |
| 18. | Hull City Ú (K)      | 38 | 9  | 7  | 22 | 37–80   | −43 | 34 | Championship       |
| 19. | Middlesbrough Ú (K)  | 38 | 5  | 13 | 20 | 27–53   | −26 | 28 | Championship       |
| 20. | Sunderland (K)       | 38 | 6  | 6  | 26 | 29–69   | −40 | 24 | Championship       |

Utolsó frissítés: 2017. május 20. 
Forrás: premierleague.com 
A rangsorolás alapszabályai: 1. összpontszám, 2. egymás elleni eredmények összpontszáma, 3. gólkülönbség, 4. szerzett gólok száma.
(B): Bajnokcsapat, (K): Kieső csapat, (F): Feljutó csapat, (I): Kupainduló, (R): A rájátszás győztese, (KGY): Kupagyőztes